# Morawica (gromada w powiecie kieleckim)
Morawica – dawna gromada, czyli najmniejsza jednostka podziału terytorialnego Polskiej Rzeczypospolitej Ludowej w latach 1954–1972.
Gromady, z gromadzkimi radami narodowymi (GRN) jako organami władzy najniższego stopnia na wsi, funkcjonowały od reformy reorganizującej administrację wiejską przeprowadzonej jesienią 1954 do momentu ich zniesienia z dniem 1 stycznia 1973, tym samym wypierając organizację gminną w latach 1954–1972.
Gromadę Morawica z siedzibą GRN w Morawicy (wówczas wsi) utworzono – jako jedną z 8759 gromad na obszarze Polski – w powiecie kieleckim w woj. kieleckim, na mocy uchwały nr 13c/54 WRN w Kielcach z dnia 29 września 1954. W skład jednostki weszły obszary dotychczasowych gromad Morawica, Bieleckie Młyny, Łabędziów, Wola Morawicka oraz część gromady Brzeziny ze zniesionej gminy Morawica w tymże powiecie. Dla gromady ustalono 14 członków gromadzkiej rady narodowej.
1 stycznia 1958 do gromady Morawica przyłączono wieś Piaseczna Górka z gromady Bilcza w tymże powiecie.
1 stycznia 1959 do gromady Morawica przyłączono wieś Kuby Młyny z gromady Bilcza w tymże powiecie.
31 grudnia 1959 do gromady Morawica przyłączono obszar zniesionej gromady Brzeziny w tymże powiecie.
31 grudnia 1961 do gromady Morawica przyłączono obszar zniesionej gromady Brudzów Duży ze zlikwidowanego powiatu chmielnickiego w tymże województwie.
Gromada przetrwała do końca 1972 roku, czyli do kolejnej reformy gminnej. 1 stycznia 1973 reaktywowano gminę Morawica.